# Dơi quả
Acerodon jubatus là một loài dơi quạ hiếm và là một trong những loài dơi lớn nhất. Đây là một loài bị đe dọa và phải đối mặt với khả năng tuyệt chủng do săn bắn trái phép và nạn phá rừng. Đây là loài đặc hữu của Philippines. Loài này có thể đạt cân nặng 1,2 kg (2,6 lb) và sải cánh 1,7 m (5,6 ft). Nhưng những loài dơi lớn khác, A. jubatus vô hại với con người và chỉ ăn trái cây. Dù không hung dữ, chúng có thể mang những bệnh tật chết người.